# 戴爾縣 (北卡羅萊納州)
戴爾县（英語：Dare County）是美国北卡罗来纳州東部的一個縣，位於阿爾伯馬爾灣和帕姆利科灣之間，面積4,044平方公里（其中3,051平方公里為水面面積）。根据2020年美國人口普查，共有人口36,915人。縣治曼蒂奧。該縣成立於1870年2月2日，縣名紀念第一位在北美洲出生的英格蘭裔美国公民弗吉尼亚·戴尔。
神秘消失的罗阿诺克殖民地亦是位於本縣。